# Qualificazioni alla Coppa dei Caraibi 1996
Sono elencate di seguito le date e i risultati per le qualificazioni alla Coppa dei Caraibi 1996.

## Formula
20 membri CFU: 8 posti disponibili per la fase finale. Trinidad e Tobago (come paese ospitante e come campione in carica) è qualificato direttamente alla fase finale. Antigua e Barbuda si ritira.
Rimangono 18 squadre per 7 posti disponibili per la fase finale. Si suddividono in sette gruppi di qualificazione (cinque gruppi composti da tre squadre e due gruppi composti da due squadre), secondo regole diverse: un gruppo gioca partite di sola andata, la prima classificata si qualifica alla fase finale; gli altri gruppi giocano partite di andata e ritorno. Le vincenti si qualificano alla fase finale.

## Gruppo 1

### Primo turno
| Willemstad 23 marzo 1996 | Antille Olandesi | 0 – 1 | Grenada | Ergilio Hato Stadium |

|  | Grenada | – | Antille Olandesi |  |

NB: incontro non giocato per ritiro delle Antille Olandesi 
Grenada qualificata al secondo turno.

### Secondo turno
| Saint George's 24 aprile 1996 | Grenada | 1 – 1 | Saint Vincent e Grenadine | Grenada National Stadium |

| Kingstown 28 aprile 1996 | Saint Vincent e Grenadine | 3 – 1 | Grenada | Amos Vale Stadium |

Saint Vincent e Grenadine qualificata alla fase finale.

## Gruppo 2
| Basseterre 27 marzo 1996 | Saint Kitts e Nevis | 8 – 0 | Anguilla | Warner Park |

| Basseterre 29 marzo 1996 | Sint Maarten | 4 – 0 | Anguilla | Warner Park |

| Basseterre 31 marzo 1996 | Saint Kitts e Nevis | 3 – 0 | Sint Maarten | Warner Park |

| Pos | Squadra             | P.ti | G | V | N | P | GF | GS | DR  |
| --- | ------------------- | ---- | - | - | - | - | -- | -- | --- |
| 1   | Saint Kitts e Nevis | 6    | 2 | 2 | 0 | 0 | 11 | 0  | +11 |
| 2   | Sint Maarten        | 3    | 2 | 1 | 0 | 1 | 4  | 3  | +1  |
| 3   | Anguilla            | 0    | 2 | 0 | 0 | 2 | 0  | 12 | -12 |

Saint Kitts e Nevis qualificata alla fase finale.

## Gruppo 3
| Port-au-Prince 26 aprile 1996 | Haiti | 6 – 0 | Rep. Dominicana | Stade Sylvio Cator |

| Port-au-Prince 28 aprile 1996 | Rep. Dominicana | 1 – 1 | Haiti | Stade Sylvio Cator |

Haiti qualificata alla fase finale.

## Gruppo 4
| George Town 26 aprile 1996 | Isole Cayman | 0 – 4 | Cuba | Truman Bodden Stadium |

|  | Cuba | – | Isole Cayman |  |

NB: incontro non giocato per ritiro delle Isole Cayman
Cuba qualificata alla fase finale.

## Gruppo 5

### Primo turno
| Roseau 3 marzo 1996 | Dominica | 0 – 1 | Saint Lucia | Windsor Park |

| Castries 21 marzo 1996 | Saint Lucia | 1 – 1 | Dominica | Mindoo Phillip Park |

Saint Lucia qualificata al secondo turno.

### Secondo turno
| Fort-de-France 24 aprile 1996 | Martinica | 1 – 0 | Saint Lucia | Stade d'Honneur de Dillon |

| Castries 28 aprile 1996 | Saint Lucia | 0 – 1 | Martinica | Mindoo Phillip Park |

Martinica qualificata alla fase finale.

## Gruppo 6
| Kingston 26 aprile 1996 | Giamaica | 2 – 0 | Barbados | Independence Park |

| Bridgetown 28 aprile 1996                    | Barbados             | 2 – 0 (d.t.s.) | Giamaica | Hadley Court Stadium |
| \| \| \| \| \| \| Tiri di rigore 3 – 4 \| \| |                      |                |          |                      |
|                                              |                      |                |          |                      |
|                                              | Tiri di rigore 3 – 4 |                |          |                      |

Giamaica qualificata alla fase finale.

## Gruppo 7

### Primo turno
| Caienna 24 marzo 1996 | Guyana francese | 1 – 2 | Suriname | Stade de Baduel |

| Paramaribo 14 aprile 1996 | Suriname | 1 – 1 | Guyana francese | André Kamperveen Stadion |

Suriname qualificata al secondo turno.

### Secondo turno
| Paramaribo 28 aprile 1996 | Suriname | 2 – 1 | Guyana | André Kamperveen Stadion |

| Georgetown 5 maggio 1996                     | Guyana               | 2 – 1 (d.t.s.) | Suriname | Georgetown Football Stadium |
| \| \| \| \| \| \| Tiri di rigore 3 – 5 \| \| |                      |                |          |                             |
|                                              |                      |                |          |                             |
|                                              | Tiri di rigore 3 – 5 |                |          |                             |

Suriname qualificata alla fase finale.